# 卢京
卢京（1960年—），壮族，中华人民共和国政治人物、第十一届全国政协委员。
担任云南省文山州人大常委会副主任、文山州医院副院长。2008年，当选第十一届全国政协委员，代表少数民族界，分入第四十九组。